# David Colquhoun
David Colquhoun (né le 19 juillet 1936) est un biophysicien et statisticien. Il a contribué à la théorie générale des récepteurs et des mécanismes synaptiques, et en particulier à la théorie et à la pratique de la fonction des canaux ioniques simples. Il est également connu pour son apport en inférence statistique.

## Biographie
Il étudie la pharmacologie durant ses études supérieures à l'Université de Leeds puis il poursuit un doctorat à l'Université d'Édimbourg où il étudie la liaison des immunoglobulines au tissu pulmonaire.
Au cours de ses études, David Colquhoun développe un intérêt pour les statistiques et les processus aléatoires, ce qui influencera ses recherches dans les années à venir.
En 2014, il publie un article "An investigation of the false discovery rate and the misinterpretation of p -values", qui aborde la mauvaise interprétation de la p-valeur lors de l'analyse des données. Il avertit de la dépendance du seuil communément admise par la communauté scientifique fixé à p= 0,05  n'est pas nécessairement une preuve solide contre l'hypothèse nulle. De même, le seuil de 95 % par défaut utilisé pour calculer les intervalles de confiance est également une convention arbitraire.
Il recommande de ne pas utiliser les termes "significatif" et "non-significatif". Il avertit également que les valeurs p et les intervalles de confiance doivent toujours être spécifiés et être accompagnés d'une indication du risque de faux positif.
Par la suite, cet article a été régulièrement cité pour utiliser les alternatives à l'utilisation des valeurs p . En mars 2019, un collectif de scientifiques comprenant 800 signataires publie un article dans la revue Nature  pour avertir de l'utilisation abusive de la signification statistique dont la mauvaise interprétation peut biaiser les résultats et la reproductibilité des études scientifiques.
Il contribue à la vulgarisation scientifique à travers un blog (DC's Improbable Science) qui explique  à un large public diverses thématiques telles que la médecine alternative, les statistiques et la politique universitaire. 